# Vicente Ruiz Monrabal
Vicente Ruiz Monrabal (Sedaví, 1936 - ibid., 7 de septiembre de 2011) fue un abogado y político democristiano español.
Licenciado en Derecho por la Universidad de Valencia. Militante de las Juventudes de Acción Católica y presidente de la Juventud Agrícola y Rural Católica (JARC) de Valencia. Fue Presidente de la Junta Diocesana de Acción Católica a principios de los años setenta. Bajo su presidencia se publicó el 9 de octubre de 1972, actualmente Día de la Comunidad Valenciana, la circular "El uso de la lengua vernácula en las diócesis de la Provincia Eclesiástica Valentina. País Valenciano, Islas Baleares", un informe bien documentado, que recogía el magisterio eclesial, documentos de la UNESCO y la normativa vigente, para favorecer la difusión del Evangelio en la propia lengua. Este movimiento apostólico en la actual Comunidad Valenciana asumió progresivamente un perfil político de carácter democristiano, primero en el grupo que actuaba bajo la apariencia de una empresa cultural —PROLESA (Promoción de Lecturas, SA), dirigido por Salvador Sánchez Terán—, y en un segundo momento, ya más explícitamente político, como Unión Democrática Valenciana y, por último, incorporándose en 1972 a la Unió Democràtica del País Valencià (UDPV), fundada en la clandestinidad en 1965.
Ruiz Monrabal fue secretario general de la UDPV y encabezó la lista en la circunscripción electoral de Valencia en las primeras elecciones democráticas en 1977 dentro del Equipo de la Democracia Cristiana, reclamando un estatuto de autonomía para el País Valenciano, pero no salió elegido. Tras el fracaso electoral abandonó la UDPV e ingresó en la Unión de Centro Democrático (UCD), partido con el que fue elegido diputado al Congreso por Valencia en las elecciones generales de 1979.
También estuvo estrechamente ligado al mundo de las bandas de música, como presidente de la Federación de Sociedades Musicales de la Comunidad Valenciana entre 1973 y 1976 y presidente de la Confederación Española de Sociedades Musicales. En 2005 fue nombrado cronista oficial de Sedaví.

## Obras
- Sedaví, Poble de l'Horta (1985)
- Censos del Señorío de Sedaví ... y otras curiosidades históricas (1996)
- Mare de Déu del Rosari. Patrona de Sedaví. Datos Históricos sobre su imagen y el templo parroquial (2006)
- Els Nostres Avantpassats, Malnoms de la Bona Gent y Asociaciones de Sedaví (2008)